# Focke-Wulf Fw 44

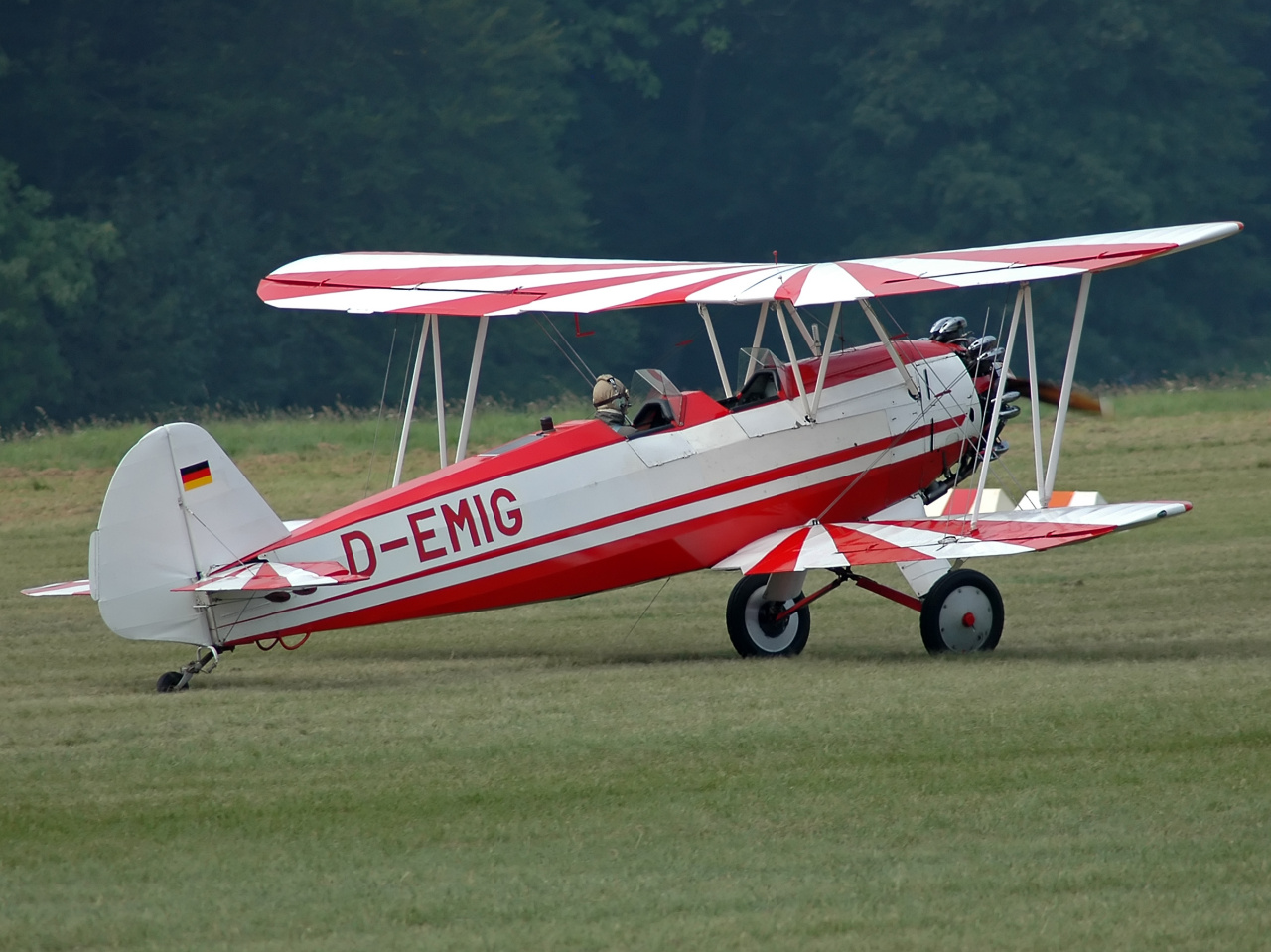
Vista posteriore del Focke-Wulf Fw 44 J.

Il Focke-Wulf Fw 44 Stieglitz (cardellino in lingua tedesca) fu un aereo da addestramento biplano, monomotore con capacità acrobatiche, sviluppato dall'azienda aeronautica tedesca Focke-Wulf Flugzeugbau negli anni trenta e prodotto, in alcune sue versioni, anche su licenza da aziende nazionali ed estere.
Destinato ufficialmente al mercato dell'aviazione generale, proposto come aereo da turismo sportivo ed acrobatico per privato, aeroclub e scuole di volo civili, trovò utilizzo anche in campo militare, principalmente durante il periodo prebellico nelle scuole di volo della Luftwaffe.

## Storia del progetto
L'Fw 44 fu realizzato dalla Focke-Wulf nel 1932 su progetto dell'ing. Kurt Tank e, dopo i primi voli di collaudo e dopo alcune modifiche agli stabilizzatori di coda, risultò essere estremamente maneggevole, tanto da poter essere utilizzato come aereo da acrobazia.
Il campione del mondo di volo acrobatico tedesco Gerd Achgelis, che nel 1937 fondò con Henrich Focke la Focke, Achgelis & Co., GmbH, divenne il testimonial di questo velivolo, portandolo in tour negli Stati Uniti qualche anno più tardi. Anche gli assi Emil Kropf ed Ernst Udet ebbero un passato da pilota acrobatico, utilizzando questo modello.
La fusoliera fu utilizzata anche per la costruzione del prototipo di elicottero Focke-Wulf Fw 61 (chiamato anche Focke-Achgelis Fa 61).

## Tecnica
Presentava una fusoliera a due abitacoli, realizzata in tubi di acciaio saldati e rivestita in metallo e tela. La cabina di pilotaggio era la posteriore, mentre nell'anteriore era posizionato l'istruttore (o il passeggero). Le ali erano realizzate con longheroni e centine in legno e ricoperte da fogli di compensato e tela. Il carrello era fisso e il velivolo era dotato posteriormente di un pattino d'appoggio.

## Versioni
- Fw 44 A - versione di preserie, modificata negli stabilizzatori dopo i test di volo eseguiti dallo stesso Kurt Tank.
- Fw 44 B - piccola serie del Fw 44 C, dotata del motore in linea rovesciato Argus As 8B da 135 CV (99 kW). 129 esemplari costruiti dalla Focke-Wulf.
- Fw 44 C - versioni di grande serie a partire dal 1934, con piccole differenze tra loro e dotate del motore radiale Siemens-Halske Sh 14 A da 150 CV (110 kW). Dal 1936, dotate del più potente Siemens-Halske Sh 14 A-4 da 160 CV (118 kW).
- Fw 44 D - come Fw 44 C, ma dotata di diverso collettore di scarico e con un vano bagagli ricavato dietro la cabina di pilotaggio posteriore. A causa dell'elevata quantità di ordini da evadere fu prodotta occasionalmente, ad eccezione degli stabilimenti Focke-Wulf (747 esemplari), mentre venne costruita in altri stabilimenti su licenza (Bücker Flugzeugbau 85 esemplari, AGO Flugzeugwerke 121 esemplari e Siebel Flugzeugwerke 515 esemplari). La Luftwaffe ricevette complessivamente 1 588 velivoli.
- Fw 44 E - sostanzialmente simile alla versione C, dotata di bagagliaio.
- Fw 44 F - aggiornamento della versione D, consistente nella sostituzione del pattino posteriore con un ruotino d'atterraggio.
- Fw 44 J - ultima versione di serie, principalmente per il mercato estero. Prodotta su licenza in Argentina (FMA), Brasile e Svezia.
- Fw 44 M - prototipo dotato del motore in linea rovesciato statunitense Menasco C4 Pirate da 150 hp (110 kW).

## Utilizzatori
Argentina
- Servicio Aéronautico del Ejército

 Austria
- Heimwehr Flieger Korps

 Bolivia
- Fuerza Aérea Boliviana

 Brasile
- Força Aérea Brasileira

 Bulgaria
- Vazhdushnite na Negovo Velichestvo Voiski

 Cina
- Chung-Hua Min-Kuo K'ung-Chün (20 esemplari impiegati nella Seconda guerra sino-giapponese tutti andati perduti).

 Cile
- Fuerza Aérea de Chile

 Colombia
- Fuerza Aérea Colombiana

 Cecoslovacchia
- Češkoslovenske Letectvo

 Finlandia
- Ilmavoimat

 Germania
- Luftwaffe

 Polonia
- Siły Powietrzne

 Romania

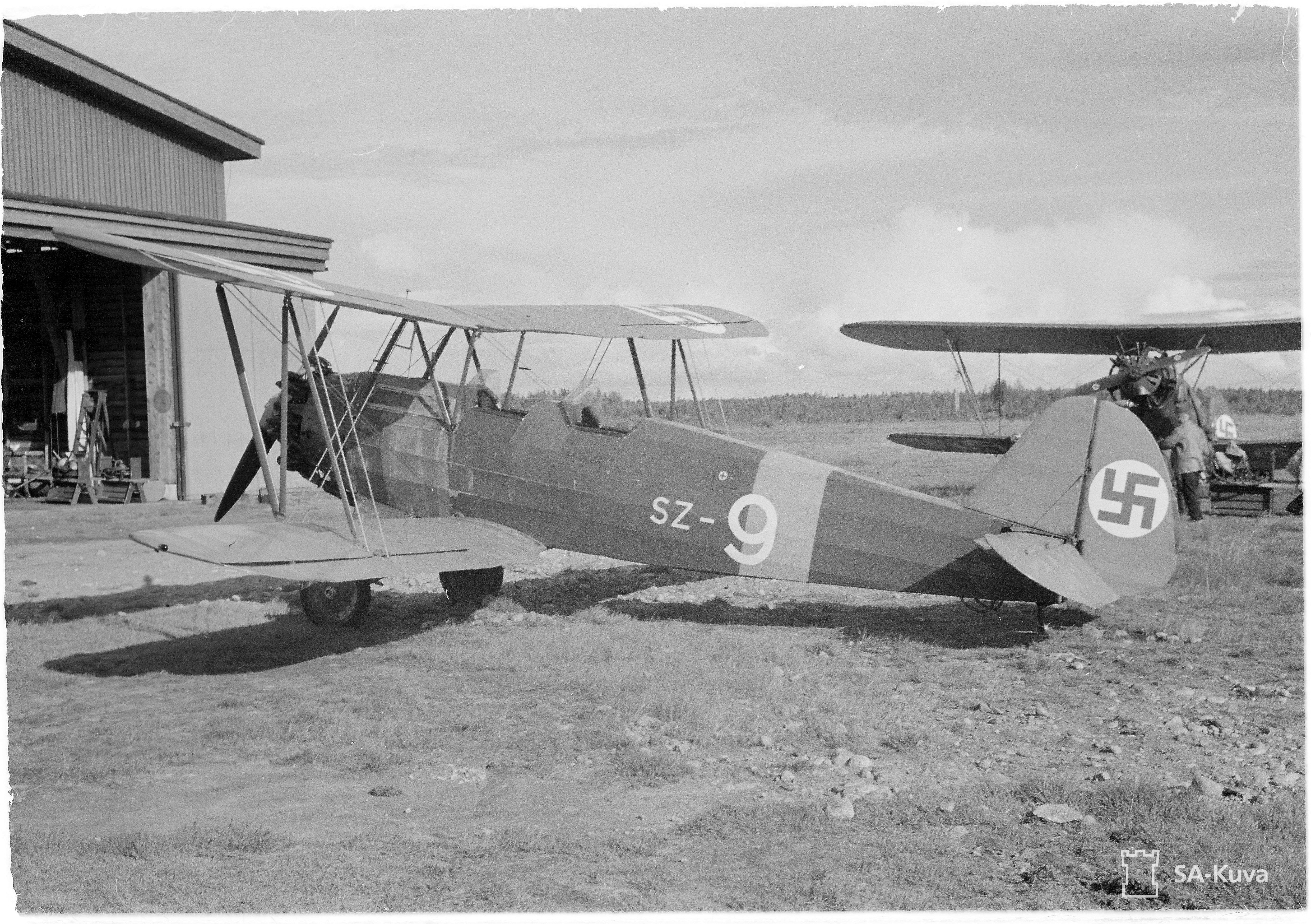
Focke-Wulf Fw 44, Ilmavoimat

- Forțele Aeriene Regale ale României

 Slovacchia
- Slovenské vzdušné zbrane

 Svezia
- Svenska Flygvapnet

 Turchia
- Hava Müsteşarlığı

 Ungheria
- Magyar Királyi Honvéd Légierő